# Joseph Paul Franklin
Joseph Paul Franklin — nascido como James Clayton Vaughn Jr. (Mobile, 13 de abril de 1950 – Bonne Terre, 20 de novembro de 2013), foi um supremacista branco e serial killer estadunidense. Franklin ficou célebre por seu ataque proferido contra o fundador da revista pornográfica Hustler, Larry Flynt. Responsável por vários homicídios, foi condenado a seis penas de prisão perpétua e a duas penas de morte.
Em 1978 tentou matar a tiros o fundador da Hustler porque um exemplar da revista exibia fotografias de casal inter-racial; numa declaração em 2013 ele justificou-se, declarando: "Aquilo me deixou doente. Acredito que brancos se casam com brancos, negros com negros, indígenas com indígenas. Orientais com orientais. Joguei a revista no chão e pensei: vou matar aquele cara". Como consequência do ataque Flynt ficou com paralisia da cintura para baixo, o que fez com que declarasse durante seu processo onde defendia a liberdade de imprensa (assegurada pela Primeira Emenda à Constituição dos Estados Unidos): "Eu até levei um tiro pela Primeira Emenda"; apesar disso, Flynt se juntou à American Civil Liberties Union contra a execução de Franklin.
Ele também confessou haver atacado a tiros o ativista dos direitos humanos Vernon Jordan, em 29 de maio de 1980, após tê-lo visto caminhando com uma mulher branca em Fort Wayne. Seu número total de vítimas fatais não ficou conhecido, mas o Federal Bureau of Investigation (FBI) estima que na mais de uma década de ação ele tenha praticado mais de vinte homicídios e ferindo com gravidade outras seis, vitimando homens, mulheres e crianças.

## Biografia
James Clayton Vaughn Jr. nasceu numa pequena cidade do Alabama, filho mais velho de James Clayton Vaughn Sr. e Helen Rau Vaughn, e teve por irmãos Carolyn, Marilyn, e Gordon. Seu pai era um veterano da II Guerra Mundial e trabalhava como açougueiro, havendo abandonado a família quando Franklin tinha a idade de oito anos. Sua irmã Carolyn relembra que seu pai  "sempre que vinha nos visitar, nos batia" e que sua mãe o mandara duas vezes para a prisão por embriaguez em público. Já a mãe de Franklin fora descrita por um amigo da família como "uma alemã de sangue puro, uma senhora realmente rígida e perfeccionista. Nunca a vi bater em nenhum [de seus filhos], mas eles me contaram histórias".
Franklin afirmou mais tarde que raramente tinha o suficiente para comer e que sofrera graves abusos físicos, quando criança e que sua mãe "não se importava [com ele e os irmãos]". Ele alegava que esses fatores afetaram seu desenvolvimento emocional e disse que havia "sempre ficado dez anos ou mais que outras pessoas na sua maturidade".
No ensino médio teve seu interesse despertado para o cristianismo evangélico e, depois, pelo nazismo a ponto de mais tarde se tornar um membro do Partido Nacional Socialista do Povo Branco e da Ku Klux Klan; ele acabou então mudando seu nome para "Joseph Paul Franklin" como homenagem a Paul Joseph Goebbels e a Benjamin Franklin. Em 1960 ele se inspirou a começar uma guerra racial após ter lido a obra Mein Kampf, de Adolf Hitler: "Nunca me senti assim em relação a nenhum outro livro que li" – declarou mais tarde – "Tinha algo estranho naquele livro". No início dos anos 1970 Franklin viajou numa excursão para conferência do Partido Nazi Americano na Virgínia com David Duke (então um estudante) e Don Black, e os três ficaram bastante próximos.
Após sofrer uma grave lesão no olho ele abandonou o colegial e se casou, em meados da década de 1970; marido abusivo, passou a acumular pequenas infrações legais. Nesse período aprofundou sua participação em grupos segregacionistas, mas acreditava que eles não eram o suficiente para dar vazão ao seu ódio pois queria partir ao ataque e "não apenas ficar sentado reclamando" e, agindo, incitar os demais supremacistas a também fazê-lo.
Imbuído de tal propósito, no Dia do Trabalho de 1976 ele realizou seu primeiro ataque ao borrifar com gás lacrimogêneo um casal interracial em Atlanta de forma que, no ano seguinte, realizou seus primeiros ataques fatais no ano seguinte e, vivendo de forma errante, permaneceu impune até que finalmente foi preso.

## Crimes
Durante grande parte de sua vida Franklin foi um vagabundo, percorrendo a Costa Leste procurando chance de "limpar o mundo" das pessoas que ele considerava inferiores, especialmente negros e judeus. Sua principal fonte de renda parece ter sido a prática de roubos a banco, e complementava sua renda criminosa com a doação remunerada em bancos de sangue – o que levou à sua captura pelo FBI.

### 1977
- 29 de julho: Franklin detonou uma bomba na sinagoga Beth Shalom, em Chattanooga, Tennessee, destruindo-a. Não houve perdas de vidas porque vários fiéis haviam saído mais cedo naquela noite e, como resultado, não havia membros presentes para a realização do minian.[11][12]
- 7 de agosto: Franklin atirou e matou um jovem casal inter-racial – Alphonse Manning Jr. e Toni Schwenn – em um estacionamento no East Towne Mall em Madison, Wisconsin.[13]
- 8 de outubro: No subúrbio de St. Louis, Missouri, Franklin se escondeu nos arbustos perto da sinagoga Brith Sholom Kneseth Israel e atirou em um grupo que comparecia aos cultos. Neste incidente matou Gerald Gordon, de 42 anos (crime pelo qual viria a ser executado com a pena de morte).[3] Na ocasião também feriu Steven Goldman e William Ash.[14]

### 1978
- 6 de março: Franklin, de acordo com seu relato posterior, usou um rifle semiautomático Ruger .44[15] para emboscar o editor da Hustler Larry Flynt e seu advogado Gene Reeves em Lawrenceville (Geórgia). Em sua confissão disse que isso foi uma retaliação por uma edição da Hustler exibindo sexo interracial.[3]
- 29 de julho: Franklin se escondeu perto de uma Pizza Hut em Chattanooga, Tennessee, atirando e matando Bryant Tatum, um homem negro, com uma espingarda calibre 12; ele também atirou na namorada branca de Tatum, Nancy Hilton, que sobreviveu. Mais tarde Franklin confessou este crime e se declarou culpado, recebendo por ele uma sentença de prisão perpétua, bem como uma sentença por um assalto à mão armada não relacionado em 1977.[3]

### 1979
- 12 de julho: O gerente da Taco Bell, Harold McIver, um homem negro, foi morto a tiros de uma janela a 140 metros em Doraville, Geórgia. Franklin confessou, mas não foi julgado ou condenado por este crime. Ele disse que McIver estava em contato próximo com mulheres brancas, por isso o assassinou.[3]

### 1980
- 29 de maio: Franklin (segundo seu depoimento) atirou e feriu gravemente o ativista dos direitos civis e presidente da Urban League Vernon Jordan depois de vê-lo com uma mulher branca em Fort Wayne, Indiana. Franklin inicialmente negou qualquer participação neste crime e foi absolvido, entretanto mais tarde confessou tê-lo praticado.[3]
- 8 de junho: Franklin matou os primos Darrell Lane (de 14 anos) e Dante Evans Brown (13) em Cincinnati (Ohio). Ele havia montado tocaia em um viaduto para atirar em algum casal racialmente misto, e atirou nos garotos, um crime que confessou mais tarde. Ele foi condenado em 1998 e recebeu duas sentenças de prisão perpétua por esses assassinatos.[16][17]
- 15 de junho: Franklin atirou e matou Arthur Smothers (de 22 anos) e Kathleen Mikula (16) com um rifle de alta potência enquanto o casal atravessava a Washington Street Bridge em Johnstown (Pensilvânia). Smothers era negro e Mikula era branca. No dia do assassinato Franklin se escondeu em uma encosta arborizada com vista para o centro de Johnstown e esperou que alvos em potencial entrassem em seu campo de visão. Ele nunca foi preso por esses assassinatos, mas os confessou durante uma entrevista na prisão.[18]
- 25 de junho: Franklin usou uma pistola Ruger .44 para matar duas caronas – Nancy Santomero (de 19 anos) e Vicki Durian (26) – no condado de Pocahontas (Virgínia). Ele confessou o crime em 1997 a um promotor assistente de Ohio durante a investigação de outro caso. Declarou que dera carona às duas mulheres brancas e decidiu matá-las depois que uma delas disse que tinha um namorado negro. Jacob Beard, da Flórida, foi preso e condenado em 1993 por essas acusações e foi libertado em 1999 quando um novo julgamento foi ordenado com base na confissão de Franklin.[16]
- 20 de agosto: Franklin matou dois homens negros –  Ted Fields e David Martin –  perto do Liberty Park, localizado em Salt Lake City, Utah.[3] Por esses crimes ele recebeu acusações federais de violação aos direitos civis, e ainda no plano estadual a acusação de duplo homicídio em primeiro grau.[19]

## Prisão, julgamento e condenação
Após os dois assassinatos cometidos em Utah, Franklin se dirigiu para o Meio-Oeste dos Estados Unidos. Viajando pelo Kentucky, foi detido e interrogado a respeito de uma arma de fogo que transportava em seu carro. Franklin fugiu do interrogatório, mas as autoridades recuperaram evidências suficientes em seu veículo para apontar suspeitas que potencialmente o ligavam a assassinatos por franco-atirador com motivação racial.
Suas características tatuagens racistas, junto ao seu hábito de visitar bancos de sangue, levaram os investigadores a emitir um alerta nacional a estes últimos. Assim, em outubro de 1980 as tatuagens chamaram a atenção de um funcionário de um banco de sangue da Flórida, que contatou o FBI. Franklin foi preso em Lakeland em 28 de outubro de 1980.
Em 1997, durante seu julgamento no Missouri pela morte de Gerald Gordon, Franklin tentou uma fuga. Ali foi condenado pela acusação de assassinato, apesar de a psiquiatra Dorothy Otnow Lewis, que o examinara longamente, haver testemunhado pela defesa alegando que ele sofria de esquizofrenia paranoide e, portanto, não poderia ser responsabilizado criminalmente. Ela declarou que Franklin tinha pensamento delirante e um histórico de graves abusos infantis. Em outubro de 2013 sua vítima Larry Flynt pediu clemência para Franklin, afirmando "que um governo que proíbe seus cidadãos matarem não deveria estar no negócio de matar pessoas". Condenado à morte, Franklin foi encaminhado para o corredor da morte do Centro Correcional de Potosi, perto de Mineral Point, no Missouri. Em agosto de 2013 a Suprema Corte daquele anunciou que Franklin seria executado no dia 20 de novembro.

## Execução
A execução de Franklin foi afetada por medida de proibição de exportação da União Europeia, quando o fabricante alemão de medicamentos Fresenius Medical Care foi obrigado a recusar o uso de seus medicamentos para injeções letais. Em face disto, o governo do Missouri anunciou que usaria para a execução de Franklin um novo método de injeção letal, que usava uma única droga fornecida por uma farmácia de manipulação cujo nome não foi revelado.
Um dia antes de sua execução a juíza distrital federal de Jefferson City (Missouri) Nanette Laughrey deferiu a suspensão da execução devido a preocupações levantadas sobre o novo método de execução. Um segundo adiamento foi concedido na noite do mesmo dia pela juíza distrital federal de St. Louis, desta feita baseada na alegação da defesa de Franklin era mentalmente incapaz. O tribunal de apelações rapidamente anulou ambas as suspensões, 
e a Suprema Corte subsequentemente rejeitou os recursos finais.
Em uma entrevista ao jornal St. Louis Post-Dispatch publicada em 17 de novembro de 2013, Franklin disse que renunciou a suas opiniões racistas. Ele disse que sua motivação foi "ilógica" e em parte consequência de uma criação abusiva. Disse ainda que interagiu com negros na prisão, acrescentando: "Vi que eram pessoas como nós".
Franklin foi executado no Eastern Reception, Diagnostic and Correctional Center em Bonne Terre, Missouri, em 20 de novembro de 2013. A execução começou às 6h07 CST e ele foi declarado morto às 6h17. Sua execução foi a primeira injeção letal no Missouri a usar apenas o pentobarbital em vez do coquetel convencional de três drogas. Um relatório da agência Associated Press disse que 5 gramas (0,18 oz) do barbitúrico pentobarbital foram administrados.
Três testemunhas da mídia disseram que Franklin não parecia demonstrar dor. Ele não fez nenhuma declaração final por escrito e não disse uma palavra na câmara de morte. Após a injeção, ele piscou algumas vezes, respirou pesadamente outras tantas e engoliu em seco, disseram as testemunhas. O arfar em seu peito diminuiu até finalmente cessar, segundo suas declarações.